# Transmisión de mando de Pedro Castillo
La transmisión de mando de Pedro Castillo se refiere a la transición presidencial realizada entre el gobierno saliente de Francisco Sagasti y el gobierno entrante de Pedro Castillo, dicho traspaso de poderes empezó el 19 de julio de 2021 y finalizó el 28 de julio del mismo año, con el acto de toma de posesión del presidente electo en la ciudad de Lima.
La transmisión de mando comenzó una vez que de manera oficial el Jurado Nacional de Elecciones (JNE) proclamase a Pedro Castillo como presidente electo de la República del Perú. La primera reunión entre el entonces presidente Francisco Sagasti y el electo Pedro Castillo se llevó a cabo el 21 de julio de 2021.

## Procedimientos de transición

### Oficialización
Por la tarde del 19 de julio de 2021, el JNE informó que se habían declarado improcedentes los recursos presentados por Fuerza Popular que buscaban anular las proclamaciones de los resultados del balotaje en cinco Jurados Electorales Especiales del país (Chota, Huamanga, Cajamarca, Huancavelica y San Román). Tras esto, el JNE inició la elaboración del acta de proclamación de los resultados de las elecciones. Por la noche, mediante una ceremonia virtual, el Jurado Nacional de Elecciones, a través de su presidente Jorge Luis Salas Arenas, proclamó al gobierno de Castillo de la siguiente manera:

«En consecuencia, como presidente del Jurado Nacional de Elecciones y en cumplimiento de la labor realizada por el jurado, proclamo presidente de la República a don José Pedro Castillo Terrones y primera vicepresidenta de la República, a doña (Dina) Ercilia Boluarte Zegarra».

Ese mismo día se emitió la resolución 750-2021-JNE donde daba los números relacionados con los votos válidos que Perú Libre, el partido de Castillo, había obtenido y con lo cual superó a su competidor Fuerza Popular, de Keiko Fujimori en las elecciones generales de inicios de 2021.

### Traspaso de poderes

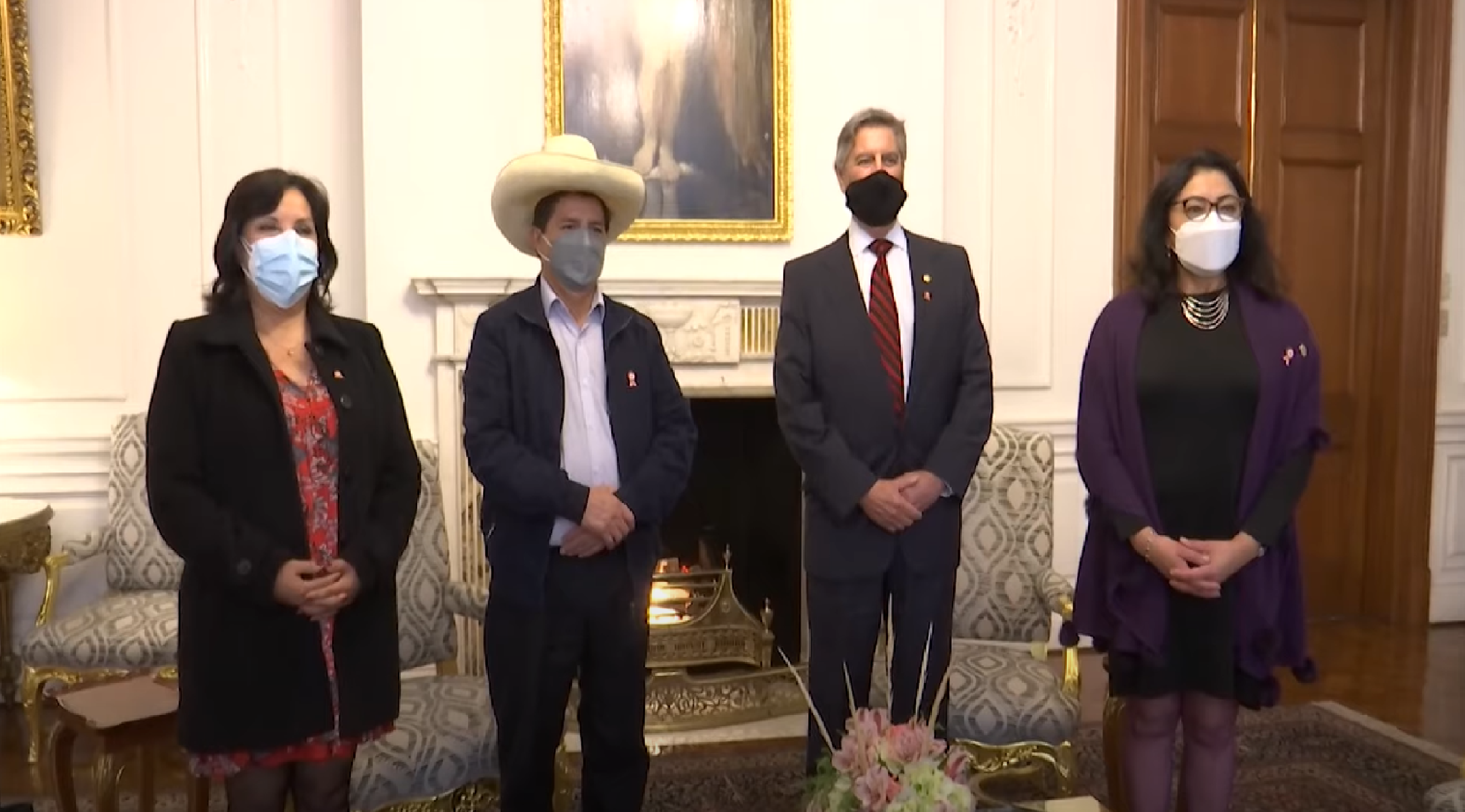
De izquierda a derecha: Dina Boluarte (vicepresidenta electa), Pedro Castillo (presidente electo), Francisco Sagasti (presidente en funciones) y Violeta Bermúdez (presidenta del Consejo de Ministros) en la reunión del 21 de julio de 2021.

El 21 de julio Castillo asistió al Palacio de Gobierno junto a Boluarte para encontrarse con Francisco Sagasti y Violeta Bermúdez la presidente del Consejo de Ministros, la reunión duro dos hora y media. Dina Boluarte quedó como la líder del equipo de transferencia de gobierno de Perú Libre para el periodo 2021. Castillo ese mismo día tuvo un encuentro con el contralor general de la República Nelson Shack, quien informó que se están llevando a cabo el proceso de transferencia en los puestos públicos como parte del protocolo.
El 23 de julio de 2021, el Jurado Nacional de Elecciones (JNE) en una ceremonia le entregó las credenciales para presidente y vicepresidente de la República de 2021-2026 a Pedro Castillo y Dina Boluarte respectivamente, el entonces presidente electo expresó que «Para mí [él] este es un honor, que juro no defraudar».
El 26 de julio de 2021, se instalaron 19 comisiones para la transferencia de gestión, estas estuvieron a cargo de: Luis Francisco González Norris (PCM), Óscar Maúrtua de Romaña (RREE), Óscar Ramírez Vera (MINDEF), Abel José Tarazona Melitón (MININTER), Wilfredo Tomás Rimari Arias (MINEDU), Hernando Ismael Cevallos Flores (MINSA), Edilberto Sergio Jaime Ríos (MTPE), Víctor Raúl Mayta Frisancho (MIDAGRI), Francisco Fernando Gutiérrez Delgado (PRODUCE), Pedro Francke Ballve (MEF), Alberto Francisco Petrlik Azabache (MINCETUR), Oscar Frías Martinelli (MINEM), Harold Junior Mora Rojas (MTC), Fredy Salazar Mejía (MVCS), Gabriela Alejandra Adrianzén Garica Bedoya (MIMP), Jaime Quispialaya Armas (MINAM), Ciro Alfredo Gálvez Herrera (MINCU), Julio Arbizú González (MINJUSDH) y Enrique Ernesto Vílchez Vílchez (MIDIS).

## Investidura
La investidura presidencial se llevó a cabo el 28 de julio de 2021 en el Palacio Legislativo, en donde el Presidente Titular, Francisco Sagasti, haría la entrega de la banda presidencial al presidente electo Pedro Castillo para poder dar inicio a su gobierno. Sin embargo, el expresidente Sagasti no pudo realizar dicha entrega, debido a que la presidencia del Congreso le impidió el ingreso, por supuestamente, ya no ser presidente de la República al haber culminado su mandato como Congresista un día antes. En su defecto, la presidenta del Congreso fue quien le entregó la banda presidencial al presidente electo, Pedro Castillo.